# Johann von Schemua
Johann svobodný pán von Schemua (slovinsky Janez Žemva) (21. září 1850 Klagenfurt – 29. dubna 1919 Innsbruck) byl rakousko-uherský generál slovinského původu. V c. k. armádě sloužil jako absolvent vojenské akademie od roku 1869, působil u různých posádek v celé monarchii, byl také vysokým důstojníkem generálního štábu. V roce 1909 dosáhl hodnosti generála pěchoty a svou kariéru završil jako velitel 14. armádního sboru v Innsbrucku (1908–1912). Po odchodu do výslužby získal šlechtický titul barona (1917).

## Životopis

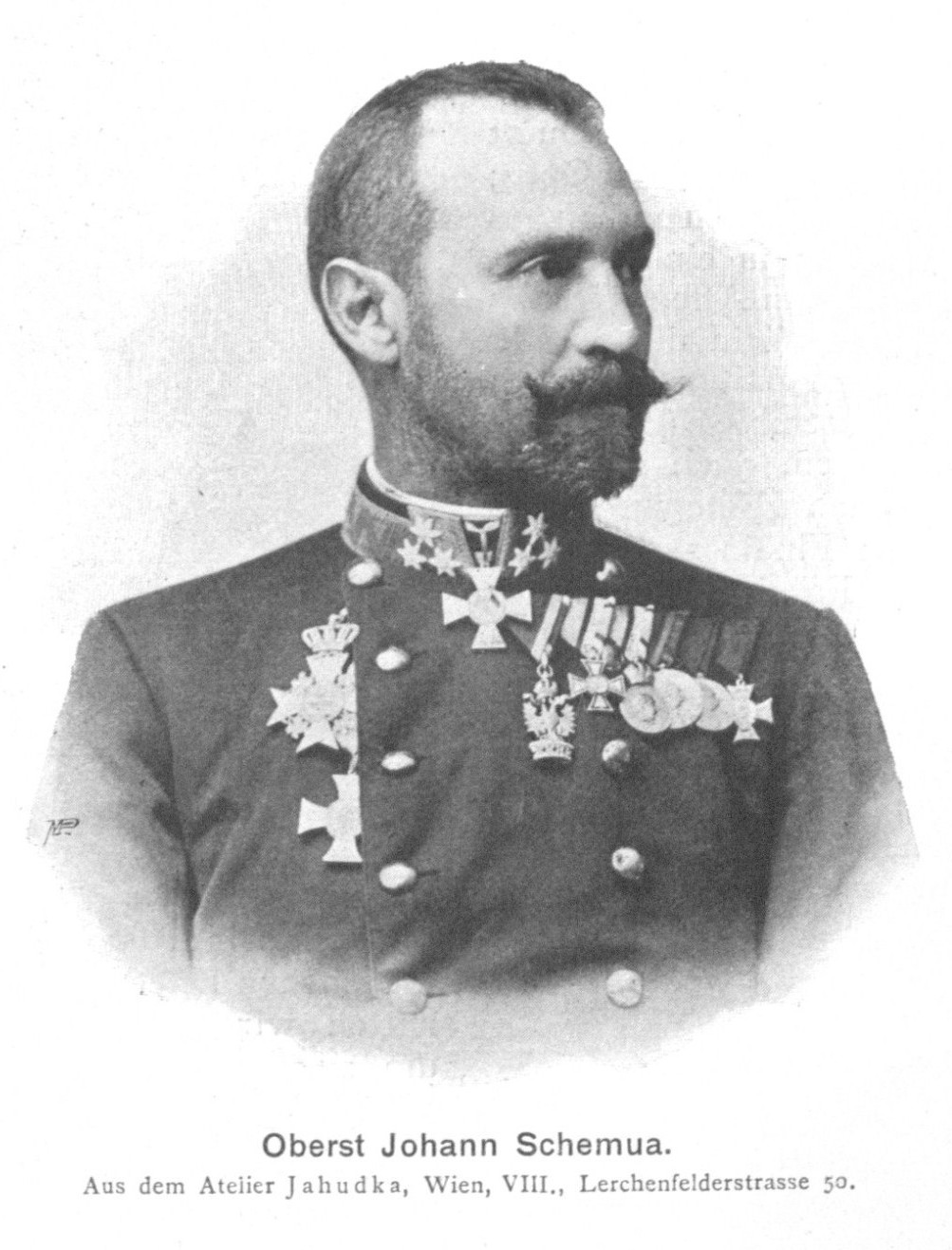
Plukovník Johann Schemua (1900)

Pocházel ze slovinské rodiny s historií sahající do 17. století, narodil se jako starší syn c. k. majora Blaže Žemvy (1808–1871). Studoval na Tereziánské vojenské akademii (1865–1869) ve Vídeňském Novém Městě a do armády nastoupil jako poručík k 7. pěšímu pluku, kde později zastával funkci pobočníka velitele praporu. V letech 1875–1877 si doplnil vzdělání na Válečné škole (K.u.k. Kriegschule) ve Vídni a poté byl jako nadporučík zařazen do sboru důstojníků generálního štábu. Poté sloužil v Sarajevu a v roce 1878 se během okupace Bosny a Hercegoviny zúčastnil bojů u Livna. V roce 1880 byl povýšen na kapitána a v roce 1880 se podílel na potlačení povstání v Dalmácii. V hodnosti majora (1888) byl štábním důstojníkem u 8. pěší divize v Innsbrucku. Krátce sloužil u pěšího pluku č. 12, znovu působil u generálního štábu a v letech 1893–1894 byl šéfem štábu 6. armádního sboru v Košicích. Mezitím postupoval v hodnostech (podplukovník 1890, plukovník 1893). Od roku 1894 byl několik let šéfem prezidiální kanceláře generálního štábu.
V roce 1898 byl povýšen do hodnosti generálmajora a převzal velení 7. horské brigády v Sarajevu. Od roku 1904 byl jako polní podmaršál velitelem 31. pěší divize v Budapešti, v roce 1906 byl přidělen jako zástupce velitele ke 14. armádnímu sboru v Innsbrucku. V roce 1909 dosáhl hodnosti generála pěchoty a v letech 1908–1912 byl velitelem 14. armádního sboru v Innsbrucku, respektive zemským velitelem pro Tyrolsko, Horní Rakousy, Vorarlbersko a Salcbursko. K datu 1. června 1912 byl penzionován a poté žil v soukromí v Innsbrucku. Za první světové války se ještě podílel na organizaci zemské obrany Tyrolska.

## Tituly a ocenění
Jako velitel armádního sboru byl v roce 1909 jmenován c. k. tajným radou s nárokem na oslovení Excelence. Od roku 1910 byl čestným majitelem pěšího pluku č. 7 dislokovaného v Klagenfurtu. V roce 1900 byl povýšen do šlechtického stavu a v roce 1917 získal titul svobodného pána. Během vojenské kariéry získal řadu vyznamenání v Rakousku-Uhersku, několik ocenění obdržel také od zahraničních panovníků.

### Rakousko-Uhersko
- Vojenský záslužný kříž II. třídy (1880)
- Jubilejní pamětní medaile (1898)
- Řád železné koruny III. třídy (1899)
- Vojenská záslužná medaile (1900)
- Válečná medaile (1900)
- rytířský kříž Leopoldova řádu (1906)
- Vojenský jubilejní kříž (1908)
- Řád železné koruny II. třídy (1910)

### Zahraničí
- Řád červené orlice II. třídy (Německo)
- Řád pruské koruny (Německo)
- Vévodský sasko-ernestinský domácí řád (Sasko)
- Domácí řád vendické koruny (Meklenbursko)

## Rodina
V roce 1886 se ve Vídni oženil s Karolinou von Stremayr (1863–1935), dcerou vlivného právníka a politika Karla Stremayra, který byl krátce také rakouským ministrem spravedlnosti a předsedou vlády. Manželství zůstalo bezdětné.
Johannův mladší bratr Blasius von Schemua (1856–1920) byl též rakousko-uherským generálem a v letech 1911–1912 náčelníkem generálního štábu.